# Танковий батальйон
Та́нковий батальйон — основний тактичний підрозділ у танкових (бронетанкових) військах багатьох держав, який призначений для виконання тактичних завдань у складі танкового або загальновійськового формування (полк, бригада, дивізія), а в деяких випадках і самостійно у тісній взаємодії зі з'єднаннями, частинами і підрозділами інших родів військ і спеціальних військ Сухопутних військ в різних умовах.
Скорочене написання — тб. Організаційно тб входив як до складу танкових чи механізованих полків, так і був окремим підрозділом при штабі корпусу/армії (отб). Танковий батальйон, на відміну від мотострілецького батальйону, не містить підрозділів для посилення його вогневої потужності, за винятком зенітно-ракетного взводу (ЗРВ) у складі окремих танкових батальйонів (отб). У штатний склад батальйону входять (варіант) :
- три танкові роти (тр);
- взвод технічного забезпечення;
- взвод матеріального забезпечення;
- взвод зв'язку;
- медичний пункт батальйону.

Якщо танковий батальйон входить до складу танкового полку чи бригади, то в кожному взводі по 3 танки. Разом — 31 машина.
А якщо входять до складу механізованих полків чи бригад, то в кожному взводі по 4 танки. Разом — 40 машин.
Таке правило формування закріпилось в Радянській Армії з 1950-х років, від початку сформування мотострілецьких військ. За правилами радянської тактики, танковий батальйон  в мотострілецькому полку/бригаді, у разі широкомасштабних бойових дій розосереджується для вогневого посилення по мотострілецьким батальйонам — повзводно на кожну роту. Що вимагало збільшення кількості бойових машин в танковому взводі до 4. За тими ж правилами — танкові полки/бригади діяли на напрямку зосередження основного удару по противнику в складі не менше однієї танкової роти, для чого наявність у взводі трьох танків було оптимальним.

## Організаційна структура ЗСУ
Штатний склад танкового батальйону, прийнятий у Збройних силах України.

### У механізованих військах
- штаб (3 ос.)
- управління (5 ос.)
- 3 танкові роти (У роті — управління, 3 танкові взводи по 12 ос. по 4 Т-64БВ/БМ «Булат» + танк командира роти. Всього: 13 танків, 41 ос.)
- 1 механізована рота на БМП (управління, 3 механізовані взводи по 28 ос. по 4 БМП-1. Всього: 13 БМП-1, 92 ос.)
- зенітно-ракетний взвод (16 ос., 9 ПЗРК «Стріла-3»)
- інженерно-саперний взвод (11 ос.)
- вузол зв'язку (20 ос.)
- рота забезпечення (45 ос.)
- медпункт (4 ос.)

Всього у танковому батальйоні: 314 ос. (34 оф., 8 пр., 60 серж., 212 солд.), 40 танків Т-64БВ/БМ «Булат» (39+1 комбата), 13 БМП-1, 1 БМП-1К, 1 БМП-1КШ, 1 БРМ-1, 9 ПЗРК, 1 БРЕМ, 1 МТУ, 16 вантажних автомобілів, 12 спец. автомобілів.